# Sebők Éva (politikus)
Sebők Éva (Orosháza, 1989. –) politikus, a  Momentum Mozgalom országgyűlési képviselője.

## Magánélete és tanulmányai
Tótkomlóson és Szülővárosában nőtt fel.
Középfokú tanulmányait a békéscsabai Andrássy Gyula Gimnázium és Kollégiumban végezte, ezt követően a Szegedi Tudományegyetem Állam- és Jogtudományi Karán munkaügyi- és társadalombiztosítási szakértőként szerzett diplomát.
Felnőttként két évig élt Lengyelországban is.

## Politikai pályafutása
Sebők Éva 2017-ben lépett be a Momentum Mozgalomba. Belépését követően a párt szakpolitikai munkacsoportjában a Momentum 2018-as magyarországi országgyűlési választásra készült programjának családtámogatásra vonatkozó fejezetének kidolgozásában vett részt.
A 2018-as országgyűlési választáson a párt színeiben indult a Békés megyei 4. sz. országgyűlési egyéni választókerületben. A választások során a párt listáján a 20. helyet foglalta el.
A 2019-es európai parlamenti választások során a Momentum listájának 16. helyén szerepelt.
A 2019-es önkormányzati választásokon az ellenzéki összefogás színeiben egyéni mandátumot nyert Orosháza város 5. számú választókerületében, valamint a Momentum megyei listájának vezetőjeként a megyei közgyűlésbe is bekerült.
A 2021-es magyarországi ellenzéki előválasztáson ismét az orosházi választókerületben indult a Momentum jelöltjeként, de a befogadás és az aláírások összegyűjtése után visszalépett. A 2022-es magyarországi országgyűlési választáson a hatpárti ellenzéki lista 33. helyéről szerzett mandátumot.

## Politikai témák
Saját weblapja szerint fő politikai témái a munka, a család, a nők helyzete, a klímavédelem és az átláthatóság.

## Politikai akciók
Nevéhez több politikai akció is fűződik.

#### Börtöncsomag Simonka Györgynek[12]
Simonka György, a Fidesz politikusának mentelmi jogának felfüggesztését követően börtöncsomagot küldött a képviselőnek. Simonka György mentelmi jogát bűnszervezetben elkövetett, különösen jelentős vagyoni hátrányt okozó költségvetési csalás bűntette és más bűncselekmények miatti eljárás lefolytatása érdekében függesztette fel az országgyűlés 2018 októberében.

#### Almáskamarás buszának kikérése[13]
Reflektálva arra, hogy Európai Uniós támogatásból vásárolt kisbusszal szállították Orbán Viktor 2018. október 23-i, erősen EU-ellenes beszédére vidékről az embereket – beleértve a dél-békési Almáskamarást is –, megpróbálta Almáskamarástól elkérni ugyanazt a kisbuszt a Momentum CEU melletti tüntetésére. Nem kapta meg.

#### Lázár János meghívása közös buszozásra[14]
Azt követően, hogy Lázár János a Mezőhegyesi Ménesbirtok kormánybiztosa lett és arról nyilatkozott, hogy Hódmezővásárhelyről gyorsan Mezőhegyesen van, reakcióként Sebők Éva megtette az utat Gémes Brúnóval, a Momentum hódmezővásárhelyi vezetőjével, valamint meghívta Lázár János egy közös buszozásra, hogy megismertesse vele Békés megye és Csongrád megye rossz tömegközlekedési lehetőségeit. Lázár János nem reagált a meghívásra.